# Il'ja Jašin
Il'ja Valer'evič Jašin (in russo Илья́ Вале́рьевич Я́шин? trasl. anglosassone: Ilya Valerievich Yashin; Mosca, 29 giugno 1983) è un politico russo, oppositore di Vladimir Putin. Ha guidato il Partito Repubblicano della Russia (PARNAS) dal 2012 al 2016. Ha avuto un ruolo nel distretto municipale moscovita di Krasnosel'skij.
Jašin è uno dei fondatori e dei leader del movimento politico Solidarnost, dopo aver lasciato Jabloko. È anche il leader della sede moscovita del PARNAS, a cui partecipa Solidarnost. Nel 2005 è stato uno dei fondatori del movimento civico giovanile Oborona. Ha partecipato attivamente alle marce dei dissidenti e ai raduni "per le elezioni giuste" . Nel 2012 è stato eletto al Consiglio di coordinamento dell'opposizione. Nel frangente dell'inasprimento della repressione politica del governo russo, alcuni hanno considerato Jašin come uno dei pochi attivisti politici a non aver lasciato il paese. Ha anche collaborato a lungo con Aleksej Naval'nyj, e dopo il suo arresto ha fatto parte del suo partito Russia del Futuro.
Nel giugno 2022 è stato arrestato e successivamente accusato ai sensi delle nuove leggi sulla censura di guerra di diffondere notizie false sulle Forze Armate. Nel dicembre 2022 è stato condannato a 8 anni e mezzo di carcere. Jašin è stato liberato nell'agosto 2024 nell'ambito dello scambio di prigionieri russi del 2024.

## Biografia
Nato a Mosca, è stato il leader dell'ala giovanile del partito Jabloko fino al 2008, organizzando proteste di massa e parlando ai media delle loro cause. Tuttavia, quando è diventato membro attivo di Solidarnost, Jabloko lo ha espulso per "aver causato danni politici".
Jašin è noto per fare discorsi appassionati ai raduni dell'opposizione. Partecipa attivamente alla campagna Strategia-31 per la libertà di riunione. Nel 2005 si è espresso contro il movimento Naši, che sostiene il presidente Vladimir Putin.
Il 31 dicembre 2010 è stato arrestato per aver partecipato ad un'altra manifestazione per la Strategia-31 a Mosca. È stato portato in una stazione di polizia e detenuto per quindici giorni. Afferma che le prove contro di lui sono state fabbricate dalla polizia. Amnesty International lo ha dichiarato prigioniero di coscienza, insieme a Boris Nemcov e Konstantin Kosjakin.

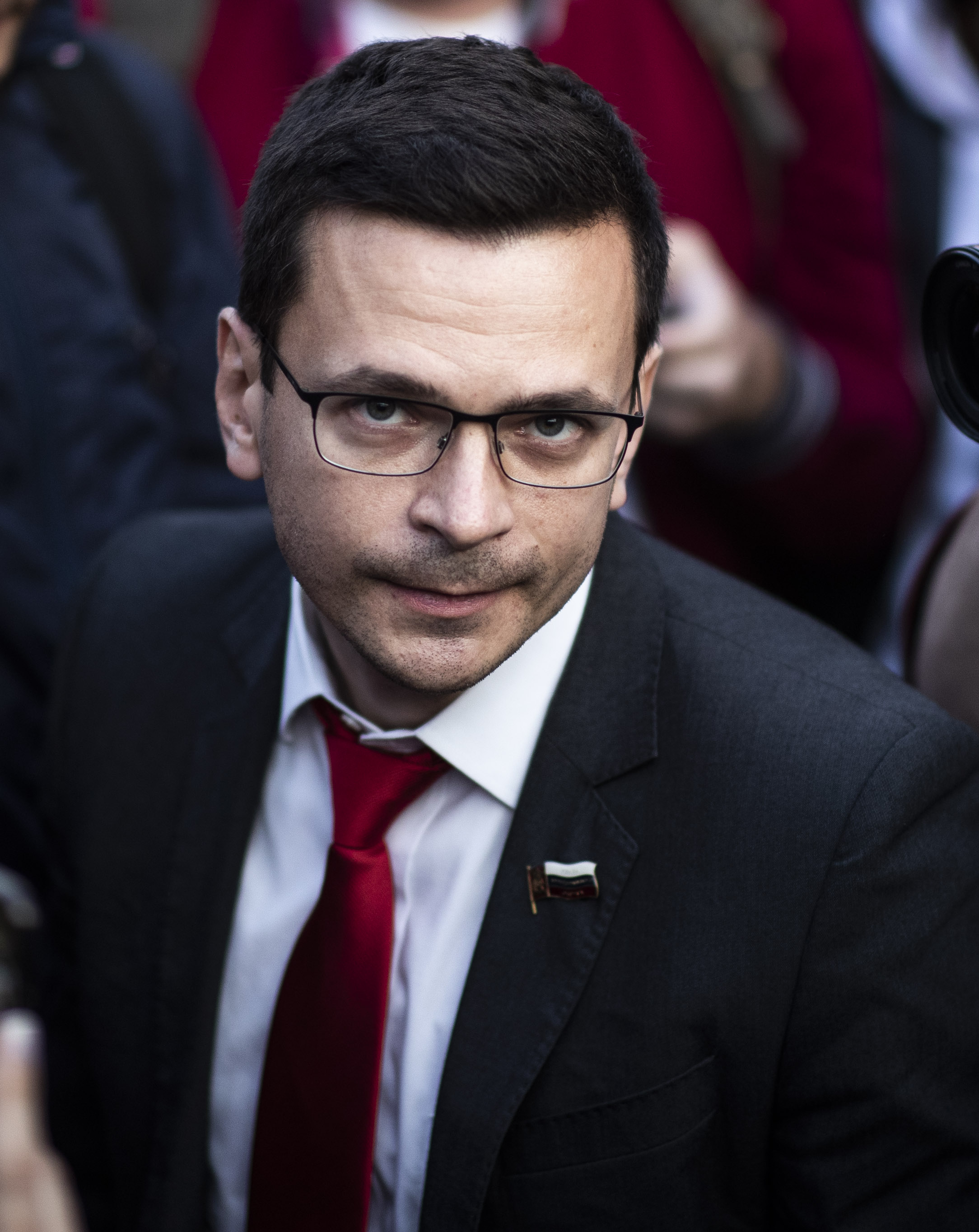
Il'ja Jašin nel 2019

Dopo il presunto rapimento e tortura dell'attivista dell'opposizione Leonid Razvozžaev, di Kiev, Ucraina, Jašin è stato arrestato il 27 ottobre 2012 insieme a Sergej Udal'cov e Aleksej Naval'nyj mentre tentava di unirsi a una protesta in sostegno di Razvozžaev a Mosca. I tre sono stati accusati di violazione dell'ordine pubblico. Dal 2014 Jašin ha denunciato la persistente propaganda russa contro l'Ucraina cominciata dopo Euromaidan.
Il 23 febbraio 2016 Jašin ha presentato un rapporto in cui criticava il leader ceceno Ramzan Kadyrov, definendolo pericolo per la sicurezza nazionale russa e chiedendo le sue dimissioni. Il rapporto ha evidenziato l'attività di incoraggiamento alla violenza contro gli attivisti dell'opposizione e le forze dell'ordine federali, lo stile di vita lussuoso, la corruzione e la costruzione di un esercito personale di Kadyrov. Secondo Jašin "Vladimir Putin ha piazzato una bomba a orologeria nel Caucaso settentrionale che può esplodere e trasformarsi in una terza guerra in Cecenia in caso di una grave crisi politica.  In seguito si è rivolto direttamente a Kadyrov affermando di disprezzarlo e di non avere paura di lui.
Il 10 settembre 2017 Jašin è stato eletto deputato municipale del distretto Krasnosel'skij di Mosca. Solidarnost vi ha ottenuto 7 seggi su 10 (Russia Unita ha vinto gli altri 3). Il 7 ottobre 2017 è stato eletto presidente del consiglio dei deputati del distretto municipale di Krasnosel'skij.

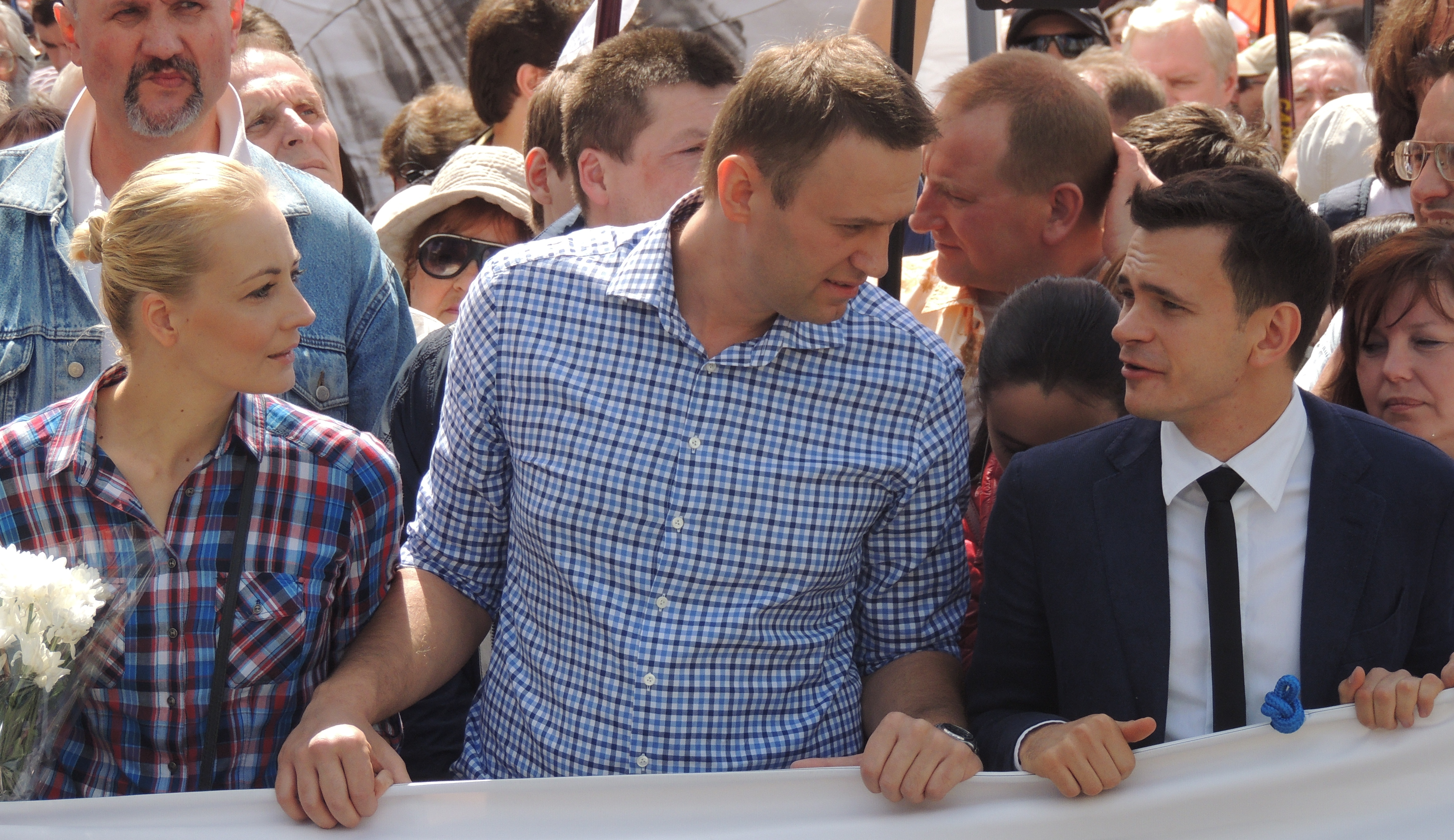
Aleksej Naval'nyj, sua moglie Julija e Il'ja Jašin alla marcia dell'opposizione organizzata a Mosca il 12 giugno 2013

L'11 aprile 2018 Jašin ha annunciato la sua intenzione di candidarsi alle elezioni per l'ufficio del sindaco di Mosca contro un altro concorrente, il sindaco uscente Sergej Sobjanin.
Il 25 giugno 2021 gli è stato impedito di candidarsi alle imminenti elezioni legislative etichettandolo un "estremista". Ha dichiarato che ciò era dovuto al suo sostegno ad Aleksej Naval'nyj.

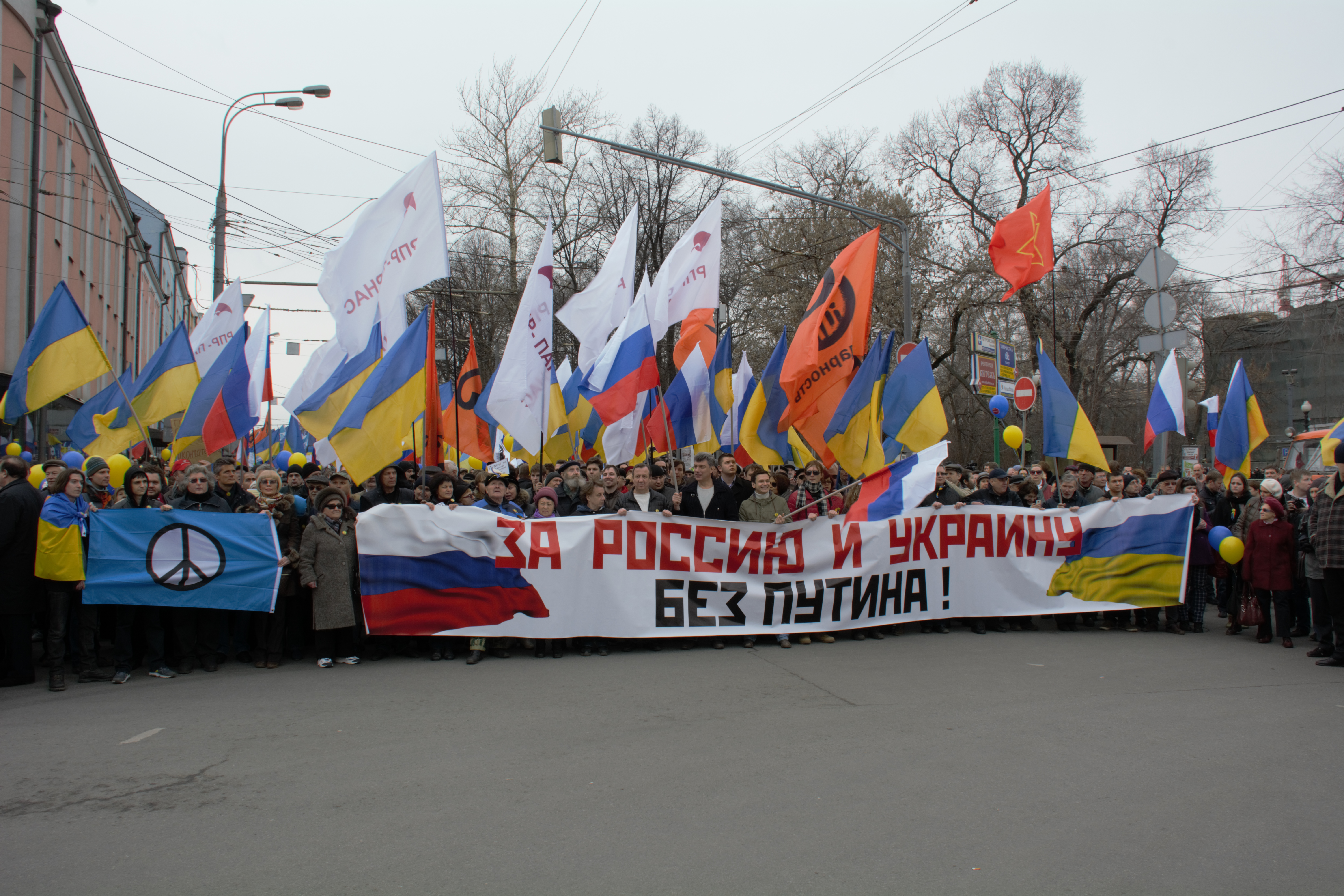
Boris Nemcov e Il'ja Jašin alla manifestazione di protesta contro l'annessione della Crimea da parte della Russia il 15 marzo 2014

Nel marzo 2022 ha criticato pubblicamente l'invasione russa dell'Ucraina. Due mesi più tardi ha avuto una sanzione di 90 mila rubli (1.800 dollari) per avere "screditato le forze militari russe" esprimendo la sua posizione sulla guerra contro l'Ucraina. Jašin si è espresso a favore di un ruolo maggiore delle donne nella vita politica russa: «noi chiamiamo il nostro paese "madre Russia". Ma la verità è che oggi il nostro paese non può essere affatto paragonato a una madre amorevole. Oggi somiglia di più a un padre padrone, che picchia la moglie, terrorizza i figli e rompe la palizzata del vicino. Per rimediare a ciò, ci vorrebbero davvero ai livelli più alti della nostra politica e negli incarichi più importanti molte donne che incarnano il bene, l'amore, la pace e la forza delicata», ringraziando poi le molte donne dell'opposizione e del movimento antiguerra.

### Arresto e condanna

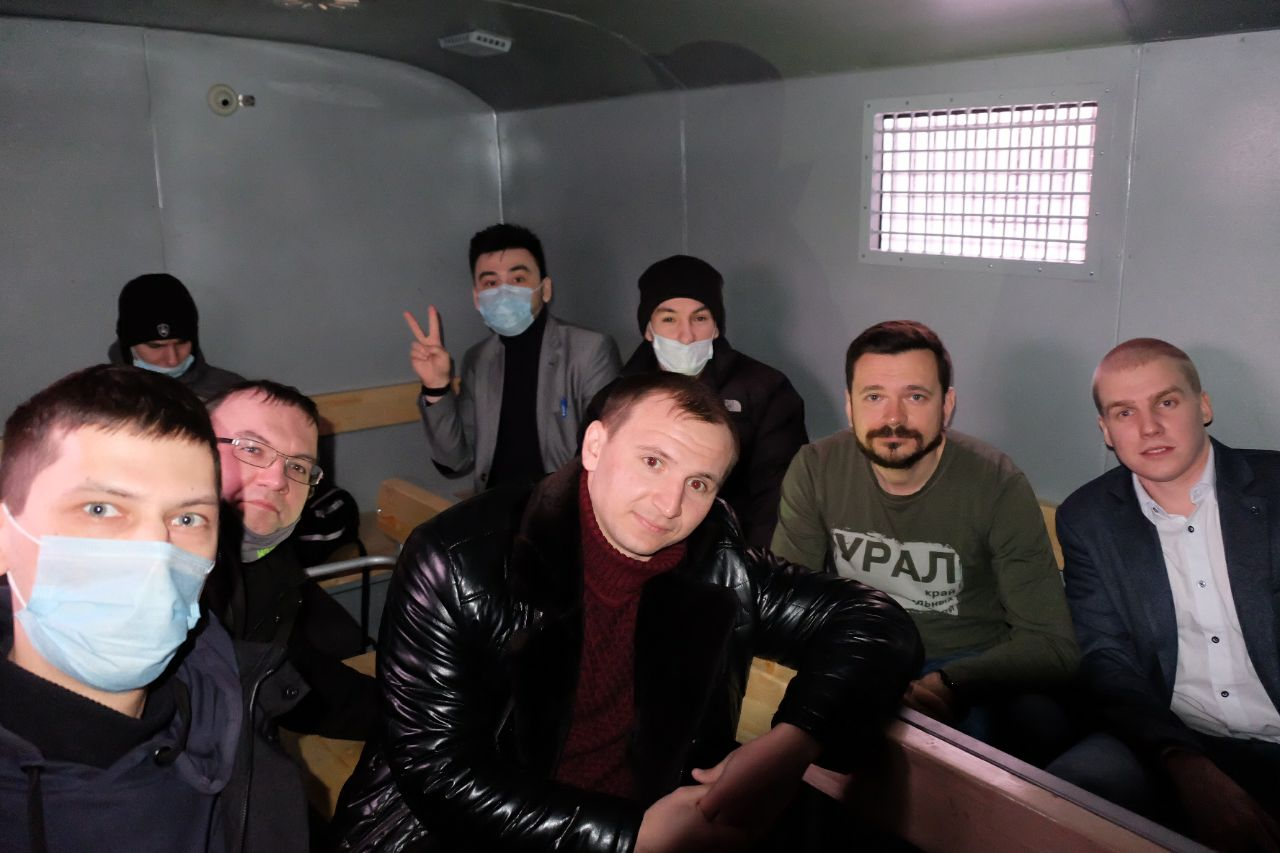
Jašin in un cellulare della polizia dopo essere stato arrestato durante le proteste nel 2021

Nel giugno del 2022 è stato arrestato dalla polizia mentre passeggiava con la giornalista Irina Bablojan in un parco nel quartiere Chamovniki di Mosca. Il tribunale distrettuale di Chamovniki lo ha condannato a 15 giorni di carcere per avere opposto resistenza al fermo. Il 12 luglio, Jašin è stato accusato dal Comitato investigativo della Russia di screditare le forze armate russe e la sua casa è stata perquisita. Il 12 luglio, un tribunale ha ordinato la custodia cautelare; Amnesty International e altre organizzazioni hanno chiesto al governo di rilasciarlo, considerando il suo caso come parte delle repressioni contro i critici della guerra.
Il 9 dicembre, un tribunale di Mosca ha condannato Jašin a otto anni e sei mesi di reclusione per le sue dichiarazioni sulle circostanze delle uccisioni a Buča, in Ucraina, con l'accusa di "diffusione di false informazioni" sulle forze armate. Jašin ha condannato le uccisioni a Buča e ha affermato che le forze russe in Ucraina erano responsabili del massacro. La sua punizione è stata la più dura prevista dalle nuove leggi che criminalizzano la diffusione di informazioni "false" sulle forze armate. Nelle sue osservazioni conclusive alla corte prima del verdetto, Jašin ha detto: «È come se mi cucissero la bocca e mi fosse proibito parlare per sempre. Tutti capiscono che questo è il punto. Sono isolato dalla società perché mi vogliono tacere. Prometto che finché sarò vivo non lo sarò mai. La mia missione è dire la verità. Non rinuncerò alla verità nemmeno dietro le sbarre. Dopotutto, citando il classico: "La menzogna è la religione degli schiavi"».

Jašin ha detto del presidente russo Vladimir Putin che "i leader forti sono calmi e sicuri di sé, e solo i deboli cercano di far tacere tutti, bruciare ogni dissenso". Si è rivolto direttamente alla giudice e a Putin chiamandoli per nome: 
Nel gennaio 2023 Jašin ha inviato, dal carcere dove è rinchiuso, una lettera scritta a mano al quotidiano italiano "la Repubblica" di dodici pagine in cui racconta la sua battaglia per la verità sul conflitto in Ucraina.
In prigione Jašin ha adottato un atteggiamento di totale non collaborazione con le autorità, rifiutando i lavori forzati che gli furono offerti (confezionamento di divise militari e costruzione di baracche), trascorrendo quindi molto tempo in isolamento. Ha ricevuto circa 30.000 lettere durante la prigionia.

### Liberazione e scambio
Il 1º agosto 2024, Il'ja Jašin è stato rilasciato nell'ambito di uno scambio di prigionieri tra la Russia e l'Occidente. Con lui furono rilasciati altri 15 prigionieri tra cui Vladimir Kara-Murza, Aleksandra Skochilenko, Oleg Orlov e altri tra cui tre cittadini statunitensi e due tedeschi. In cambio sono tornati in Russia 8 detenuti, principalmente spie e il killer del FSB Vadim Krasikov condannato all'ergastolo in Germania per l'omicidio di un ceceno.
Arrivato in Germania dopo il rilascio, Jašin ha dichiarato: «Ciò che mi è successo il primo giorno non lo considero uno scambio, ma un'espulsione illegale dalla Russia contro la mia volontà». Ha aggiunto di aver scritto una dichiarazione indirizzata al direttore del centro di detenzione "Lefortovo" (Mosca), dove era temporaneamente trasferito con gli altri prigionieri in procinto di essere scambiati, in cui si opponeva alla deportazione fuori dai confini della Russia. Jašin ha espresso il desiderio di tornare in Russia, ma gli è stato fatto capire che il suo ritorno "escluderebbe qualsiasi scambio di prigionieri politici nel prossimo futuro", oltre ad essere stato minacciato di finire "come Naval'nyj". Sia Jašin che Kara-Murza non hanno voluto firmare le domande di grazia e hanno detto di accettare lo scambio solo come un "atto umanitario" delle democrazie occidentali che a differenza della Russia "rispettano la vita umana".
Il 21 agosto è stato reso noto che Jašin ha rifiutato l'asilo politico in Germania. Come ha spiegato il politico, accettare l'asilo avrebbe significato rinunciare alla possibilità di visitare di nuovo la Russia. Risiede comunque in Germania con un visto regolare.
In esilio diventa, al pari di Michail Chodorkovskij e Julija Naval'naja, una figura di spicco del movimento antiguerra russo, ricevendo anche alcune critiche per la posizione «eccessivamente radicale» quanto riguarda la Russia come Stato e i suoi simboli. A differenza di altri oppositori che sostengono l'uso della sola bandiera bianco-azzurro-bianca in luogo della bandiera della Russia, Jašin sostiene che ognuno dovrebbe poter usare la bandiera che preferisce durante le proteste all'estero.
Jašin ha parlato numerose volte in favore dei prigionieri politici e degli esuli russi, organizzando gruppi di assistenza materiale in Europa, ed è stato ospitato anche al Parlamento europeo con Julija Naval'naja e Kara-Murza. Ha anche rivolto appelli in favore dei detenuti bielorussi e si è rivolto direttamente al dittatore Aljaksandr Lukašėnka riguardo al caso di Maryja Kalesnikava, dicendogli di "comportarsi da uomo", smettere i maltrattamenti contro di lei e liberarla.

## Vita personale
Jašin nel 2011-2012 ha avuto una relazione con Ksenija Sobčak, conduttrice televisiva e politica di Solidarnost', resa pubblica dopo che la polizia perquisì l'appartamento di Sobčak.
Dal 2020 al 2021 è stato sposato con la cantante Vera Musaelyan.